# Тайсон Ф'юрі — Олександр Усик
Бій Тайсон Ф'юрі — Олександр Усик (англ. Tyson Fury vs Oleksandr Usyk) під назвою Вогняний ринг (англ. Ring of Fire) — професійний боксерський поєдинок між чемпіоном світу у важкій вазі за версією WBC Тайсоном Ф'юрі та володарем титулів WBA (Super), WBO, IBF, IBO і The Ring у важкій вазі Олександром Усиком. Бій відбувся з 18—19 травня 2024 року в Ер-Ріяді (Саудівська Аравія). Переможець поєдинку Олександр Усик став першим абсолютним чемпіоном у важкій вазі з часів Леннокса Льюїса.

## Передумови
У жовтні 2023 року з'явилися чутки, що бій Тайсон Ф'юрі проти Олександра Усика відбудеться 23 грудня в Саудівській Аравії. Також повідомлялося, що про можливий поєдинок Ентоні Джошуа з Деонтеєм Вайлдером того ж дня.
25 жовтня Ф'юрі та Усик оголосили в соціальних мережах, що вони підписали контракт на бій, причому дата 23 грудня була вказана, але офіційно не оголошена. 28 жовтня, однак, після того як Ф'юрі провів бій і переміг колишнього чемпіона UFC у важкій вазі Френсіса Нганну, він зажадав, щоб бій з Усиком був перенесений через травми, яких він зазнав у бою, незважаючи на те, що Усик заявив, що контракт був підписаний на 23 грудня. 29 жовтня було оголошено про те, що поєдинок відбудеться на початку 2024 року.
16 листопада було офіційно оголошено, що бій відбудеться 17 лютого 2024 року в Ер-Ріяді, Саудівська Аравія, а пресконференція, присвячена його проведенню, пройшла в Лондоні.
31 січня 2024 року було представлено промоушен відео бою, що відбудеться.
2 лютого 2024 року стало відомо, що бій переноситься, через травму Тайсона Ф'юрі. Новою датою бою було оголошено 18 травня 2024 року.

## Прогнози
Перемогу Тайсона букмекери оцінили коефіцієнтом у діапазоні від 1,75 до 2,35. На перемогу Усика коефіцієнт становив 1,62 : 2,15. Коефіцієнт на нічию близько 15,00. Після перенесення бою на 17 лютого перемога Усика — 1,62, перемога Ф'юрі — 2,35, нічия — 17,00. Після перенесення бою на 18 травня за 5 тижнів до бою, коефіцієнти на перемогу обох боксерів приблизно рівні і становлять 1,91. Водночас коефіцієнт на нічийний результат залишився незмінним.

## Деталі бою
У 1-му раунді, під час якого Усик завдав лівого хука, Ф'юрі був охарактеризований як показушник. Усі троє суддів погодилися, що 1-й раунд був 10 : 9 на користь Усика. Усик і Ф'юрі спарингували дещо рівно в перших раундах, але імпульс змінився в 4-му раунді, коли Ф'юрі почав завдавати ударів по корпусу. У 6-му раунді Ф'юрі успішно провів аперкоти в корпус і ніс Усика. Всі троє суддів зійшлися на думці, що 5-й, 6-й і 7-й раунди пройшли з рахунком 10 : 9 на користь Ф'юрі.
Усі троє суддів зійшлися на думці, що 8-й, 9-й і 10-й раунди закінчилися з рахунком 10 : 9, 10 : 8 і 10 : 9 на користь Усика. У 8-му раунді Усик завдав удару правою, від якого Ф'юрі доторкнувся до носа, а потім ще один удар Усика правою пошкодив праве око Ф'юрі, у результаті чого наприкінці раунду у Ф'юрі пішла кровотеча з обличчя. У 9-му раунді Усик провів серію з 14 ударів, зокрема кілька лівих через руку, через що Ф'юрі почав хитатися й натикатися на канати рингу, які його утримували. Про цей момент BBC Sport сказав, що Ф'юрі «здавалося, не стоїть на ногах», тоді як «Гардіан» повідомила, що у Ф'юрі «очі оскліли» і «рефері міг зупинити бій», і що «Ф'юрі падав і раніше, але ми ніколи не бачили, щоб йому було так боляче!». Рефері зафіксував нокдаун Ф'юрі (8-й у кар'єрі Ф'юрі) і відрахував Ф'юрі вісім секунд стоячи, після чого раунд закінчився
У завершальному раунді Ф'юрі знову провів кілька ударів правою, і судді одноголосним рішенням зафіксували рахунок останнього раунду 10 : 9 на користь Ф'юрі.
Результатом бою стала перемога Усика над Ф'юрі розділеним рішенням суддів з рахунком 115 : 112 на користь Усика, 114 : 113 на користь Ф'юрі та 114 : 113 на користь Усика. До цього останнім «абсолютом» у важкій вазі був Леннокс Льюїс, який здобув цей статус 1999 року, коли переміг Евандера Холіфілда. Тоді на кону стояли титули WBA, WBC та IBF. Пояс WBO було визнано рівноцінним 2007 року, тому Усик став першим в історії «абсолютом» у надважкій вазі з чотирма головними титулами.

Після бою Ф'юрі прокоментував:
Я вважаю, що [Усик] виграв кілька раундів, але я виграв більшість з них… Його країна перебуває у стані війни, тому люди стають на бік країни, що воює, але не робіть помилки, я виграв цей бій… Я повернуся. У мене є пункт про матч-реванш.
Як повідомляється, Усик відповів на цю заяву:
Якщо він хоче, я готовий до матчу-реваншу.

### Суддівські записки
| Суддя                  | Боксер         | Раунд | Раунд | Раунд | Раунд | Раунд | Раунд | Раунд | Раунд | Раунд | Раунд | Раунд | Раунд | Загалом |
| Суддя                  | Боксер         | 1     | 2     | 3     | 4     | 5     | 6     | 7     | 8     | 9     | 10    | 11    | 12    | Загалом |
| ---------------------- | -------------- | ----- | ----- | ----- | ----- | ----- | ----- | ----- | ----- | ----- | ----- | ----- | ----- | ------- |
| Мануель Олівер Палермо | Тайсон Ф'юрі   | 9     | 10    | 9     | 9     | 10    | 10    | 10    | 9     | 8     | 9     | 9     | 10    | 112     |
| Мануель Олівер Палермо | Олександр Усик | 10    | 9     | 10    | 10    | 9     | 9     | 9     | 10    | 10    | 10    | 10    | 9     | 115     |
|                        |                |       |       |       |       |       |       |       |       |       |       |       |       |         |
| Крейг Маткелфі         | Тайсон Ф'юрі   | 9     | 10    | 9     | 10    | 10    | 10    | 10    | 9     | 8     | 9     | 10    | 10    | 114     |
| Крейг Маткелфі         | Олександр Усик | 10    | 9     | 10    | 9     | 9     | 9     | 9     | 10    | 10    | 10    | 9     | 9     | 113     |
|                        |                |       |       |       |       |       |       |       |       |       |       |       |       |         |
| Майк Фіцджеральд       | Тайсон Ф'юрі   | 9     | 9     | 10    | 10    | 10    | 10    | 10    | 9     | 8     | 9     | 9     | 10    | 113     |
| Майк Фіцджеральд       | Олександр Усик | 10    | 10    | 9     | 9     | 9     | 9     | 9     | 10    | 10    | 10    | 10    | 9     | 114     |

По чотири раунди судді одностайно віддали Усику та Ф'юрі, решта чотири раунди порівну поділилися між боксерами, по два переможні раунди з мінімальною перевагою боксерів.

### Привітання
- «Українці б'ють потужно. І врешті-решт усіх наших противників буде подолано. Олександр Усик — абсолютний чемпіон світу! Важка битва, що доводить: українська витримка і сила народжують українську перемогу. Вітаю, чемпіоне! Вітаю, країно!» — написав Президент Володимир Зеленський[23].

- «Сьогодні Усик не тільки об'єднав усі пояси професійного боксу в суперважкій вазі, завоювавши титул абсолютного чемпіона світу. Олександр ще раз довів, що він боєць і показав світові, що українці здатні перемагати сильного суперника. В складному поєдинку. Вітаю, Олександре! Ця перемога сьогодні дуже важлива для України!», — написав Віталій Кличко[18].
- «Ласкаво просимо до клубу (абсолютних чемпіонів — прим.), Усику», — написав Леннокс Льюїс[24].
- «Усик переміг усіх чемпіонів у важкій вазі, причому він двічі переміг Джошуа, а тепер здолав Ф'юрі. Найкращий важковаговик світу на цю мить, і це факт», — написав Едді Гірн[24].

## Промоушен
11 квітня 2024 року бій українця Олександра Усика та британця Тайсона Ф'юрі отримав офіційний саундтрек та яскравий кліп у стилі коміксів. Саундтрек має назву Can't lose this fight.
13 травня 2024 року батько Ф'юрі вдарив представника команди Усика.

## Телерадіоорганізації
DAZN PPV транслюватиме бій по всьому світу. У Великій Британії та Ірландії бій транслюватиметься в прямому ефірі на каналах PPV Sky та TNT Sports Box Office. В Україні бій транслювався в прямому ефірі на MEGOGO. У США бій транслюватиметься в прямому ефірі на ESPN+ PPV.